# Torneo Internazionale Carlin's Boys
Il Torneo Internazionale Carlin's Boys è un torneo calcistico giovanile internazionale che si svolge a partire dal 1947, generalmente nel mese di agosto, nella città italiana di Sanremo.
Riservato a formazioni di categoria under-19 (altrimenti note in ambito italiano come Allievi Nazionali), è stato istituito dalla società sportiva Carlin's Boys, che l'ha poi gestito per oltre sessant'anni. Dal 2014, previo cambio di denominazione del club fondatore (onde rilevare la tradizione sportiva del maggior club cittadino), l'organizzazione è in carico alla Sanremese.

## Storia[2]

La vittoria della nell'edizione 1998

Il torneo nacque nel 1947 come competizione ad inviti dedicata a squadre di categoria Juniores, il primo vincitore fu la Pro Vercelli. È tra le più datate manifestazioni di calcio giovanile d’Italia. Esso fu organizzato con regolarità fino al 1982, anno dopo il quale venne momentaneamente sospeso. L'organizzazione riprese nel 1987, allorché si introdusse la data fissa a fine agosto. Negli anni seguenti l'età limite fu ribassata, dedicando il torneo alla categoria Allievi.
Fin dalla prima edizione il torneo acquisì caratura internazionale, nella prima edizione parteciparono 5 squadre italiane e tre estere:
Pisa, Bellinzona, Pro Vercelli, Neuchâtel Xamax, Juventus, Sampdoria, Carlin's Boys e Lugano.

## Formula
A ciascuna edizione vengono invitate a partecipare 8 squadre di club, che vengono suddivise in due gironi a turno singolo di pari consistenza. Le prime due classificate di ciascun gruppo si qualificano alla fase ad eliminazione diretta, che inizia con le semifinali e termina con la finale (sempre in gara secca). Fece eccezione l'edizione 1977, alla quale vennero invitate rappresentative nazionali.

## Albo d'oro[3]
| Edizione | Anno | Vincitore         |
| -------- | ---- | ----------------- |
| I        | 1947 | Pro Vercelli      |
| II       | 1948 | Inter             |
| III      | 1949 | First Vienna      |
| IV       | 1950 | Barcellona        |
| V        | 1951 | Barcellona        |
| VI       | 1952 | Atalanta          |
| VII      | 1953 | Inter             |
| VIII     | 1954 | Inter             |
| IX       | 1955 | Fiorentina        |
| X        | 1956 | Inter             |
| XI       | 1957 | Roma              |
| XII      | 1959 | Barcellona        |
| XIII     | 1961 | Juventus          |
| XIV      | 1963 | Milan             |
| XV       | 1964 | Spartak Mosca     |
| XVI      | 1965 | Juventus          |
| XVII     | 1966 | Burevestnik Mosca |
| XVIII    | 1967 | Juventus          |
| XIX      | 1968 | Torino            |
| XX       | 1969 | Atalanta          |
| XXI      | 1970 | Inter             |
| XXII     | 1971 | Burevestnik Mosca |
| XXIII    | 1972 | Burevestnik Mosca |
| XXIV     | 1973 | Atalanta          |
| XXV      | 1974 | Lazio             |

| Edizione | Anno | Vincitore     |
| -------- | ---- | ------------- |
| XXVI     | 1976 | Torpedo Mosca |
| XXVII    | 1977 | Italia A      |
| XXVIII   | 1980 | Torino        |
| XXIX     | 1982 | Torpedo Mosca |
| XXX      | 1987 | Napoli        |
| XXXI     | 1988 | Roma          |
| XXXII    | 1989 | Torino        |
| XXXIII   | 1990 | Inter         |
| XXXIV    | 1991 | Roma          |
| XXXV     | 1992 | Fiorentina    |
| XXXVI    | 1993 | Atalanta      |
| XXXVII   | 1994 | Sampdoria     |
| XXXVIII  | 1995 | Padova        |
| XXXIX    | 1996 | Atalanta      |
| XL       | 1997 | Juventus      |
| XLI      | 1998 | Juventus      |
| XLII     | 1999 | Lugano        |
| XLIII    | 2000 | Genoa         |
| XLIV     | 2001 | Torino        |
| XLV      | 2002 | Empoli        |
| XLVI     | 2003 | Lugano        |
| XLVII    | 2004 | Juventus      |
| XLVIII   | 2005 | CSKA Mosca    |
| XLIX     | 2006 | Sampdoria     |
| L        | 2007 | Empoli        |

| Edizione | Anno | Vincitore    |
| -------- | ---- | ------------ |
| LI       | 2008 | Torino       |
| LII      | 2009 | Reggina      |
| LIII     | 2010 | Milan        |
| LIV      | 2011 | Slavia Praga |
| LV       | 2012 | Inter        |
| LVI      | 2013 | Torino       |
| LVII     | 2014 | Inter        |
| LVIII    | 2015 | Genoa        |
| LIX      | 2017 | Genoa        |
| LX       | 2018 | Empoli       |
| LXI      | 2019 | Genoa        |

## Vittorie per squadra
| Squadra           | Titoli | Anni                                           |
| ----------------- | ------ | ---------------------------------------------- |
| Inter             | 8      | 1948, 1953, 1954, 1956, 1970, 1990, 2012, 2014 |
| Juventus          | 6      | 1961, 1965, 1967, 1997, 1998, 2004             |
| Torino            | 6      | 1968, 1980, 1989, 2001, 2008, 2013             |
| Atalanta          | 5      | 1952, 1969, 1973, 1993, 1996                   |
| Genoa             | 4      | 2000, 2015, 2017, 2019                         |
| Barcellona        | 3      | 1950, 1951, 1959                               |
| Burevestnik Mosca | 3      | 1966, 1971, 1972                               |
| Empoli            | 3      | 2002, 2007, 2018                               |
| Roma              | 3      | 1957, 1988, 1991                               |
| Fiorentina        | 2      | 1955, 1992                                     |
| Lugano            | 2      | 1999, 2003                                     |
| Milan             | 2      | 1963, 2010                                     |
| Torpedo Mosca     | 2      | 1976, 1982                                     |
| Sampdoria         | 2      | 1994, 2006                                     |
| CSKA Mosca        | 1      | 2005                                           |
| First Vienna      | 1      | 1949                                           |
| Italia U-19       | 1      | 1977                                           |
| Lazio             | 1      | 1974                                           |
| Napoli            | 1      | 1987                                           |
| Padova            | 1      | 1995                                           |
| Pro Vercelli      | 1      | 1947                                           |
| Reggina           | 1      | 2009                                           |
| Slavia Praga      | 1      | 2011                                           |
| Spartak Mosca     | 1      | 1964                                           |